# Papużak afrykański
Papużak afrykański, antias (Anthias anthias) – gatunek ryby z rodziny strzępielowatych (Serranidae).

## Występowanie
Wschodni Atlantyk od Portugalii do Angoli oraz Morze Śródziemne.
Żyje stadnie na głębokości 30–200 metrów, przy skalistych, klifowych brzegach w pobliżu podwodnych grot, do których chowa się w razie zagrożenia.

## Morfologia
Osiąga 15–24 cm długości. Ciało podłużnie owalne, silnie bocznie spłaszczone. Głowa stromo opadająca, zakończona krótkim zaokrąglonym pyskiem. Łuski duże, grzebykowate. Wieczko skrzelowe z 2–3 kolcami. Płetwa grzbietowa długa z 11 twardymi i 15 miękkimi promieniami, 3 twardy promień u samców nitkowato wydłużony. W płetwie odbytowej 3 kolce i 7 miękkich promieni. W płetwach piersiowych po 1 kolcu i 5 miękkich promieniach. Płetwy brzuszne długie, silnie rozwinięte. Płetwa ogonowa duża, głęboko widlasto wcięta o nitkowato wydłużonych zewnętrznych promieniach i dolnym płacie większym od górnego.
Grzbiet i boki ciała są czerwone, brzuch różowy. Na głowie 3 podłużne, żółte pręgi. Płetwy brzuszne mają jasnofioletowe krawędzie.

## Odżywianie
Niewielkie ryby i skorupiaki.